# Trik (film)
Trik (ang. Trick) – amerykańska komedia romantyczna z 1999 roku w reżyserii Jima Falla, przedstawiająca perypetie romansu między dwoma młodymi mężczyznami w Nowym Jorku.

## Zarys fabuły
Film ten jest ironiczną komedią o poszukiwaniu miłości w wielkim mieście. Gabriel to wrażliwy i trochę nieśmiały chłopak pracujący w biurze oraz próbujący swoich sił w komponowaniu musicali w stylu lat 40. Wynajmuje mieszkanie z rozrywkowym przyjacielem, któremu często ustępuje apartamentu, samemu spędzając noce w niekomfortowych miejscach. Kiedy bohater poznaje chłopaka – przystojnego tancerza z klubu go-go – zaczyna szukać miejsca na niekrępującą randkę. Nieoczekiwany splot wypadków związanych z tymi żałosnymi poszukiwaniami nakręca komediową intrygę.
Jeden z polskich serwisów internetowych skwitował film żartobliwym hasłem: "O dwóch takich, którym nie udało się ze sobą przespać".

## Pełna fabuła
Młody gej z Nowego Jorku Gabriel za dnia pracuje w biurze, nocą zaś komponuje muzykę do musicali teatralnych. Pewnego wieczoru, mimo własnej niechęci do środowiska LGBT, odwiedza popularny klub nocny dla mężczyzn homoseksualnych. Jego uwagę przykuwa Mark, przystojny, atletycznie zbudowany tancerz go-go. Łut szczęścia sprawia, że wkrótce oboje spotykają się na stacji metra. Nawiązują kontakt i wybierają się do mieszkania Gabriela, które zlokalizowane jest nieopodal. W ten sposób rozpoczyna się seria niepowodzeń i niefortunnych zdarzeń.
Plany bohaterów dotyczące przygodnego seksu zostają pokrzyżowane najpierw przez przyjaciółkę Gabriela, ambitną aktorkę Katherine, która w mieszkaniu kolegi przygotowuje się do roli w adaptacji sztuki Salome, a następnie przez Richa, współlokatora Gabriela, także liczącego na odbycie randki w apartamencie. Gabriel i Rich kłócą się o to, który z nich pozostanie w mieszkaniu, a by ostatecznie rozwiązać spór, rzucają monetą. Gabriel przegrywa.
Po opuszczeniu mieszkania, Gabriel i Mark pomocy szukają u przyjaciela pierwszego z nich, zmanierowanego geja Perry'ego. Ten zgadza się udostępnić im swoje mieszkanie na niekrępującą randkę, lecz − niestety dla dwojga bohaterów − w drodze do domu spotyka swojego byłego partnera, z którym udaje mu się pojednać. Pogodzeni Perry i jego ukochany wracają do mieszkania Perry'ego w samotności.
Choć frustracje Gabriela i Marka narastają, oboje nie postanawiają odpuścić. Odwiedzają gejowski klub, by tam rozładować napięcie w zabawie na parkiecie. Na miejscu spotykają kumpla i byłego kochanka Marka, Dino, który w lubieżny dla Gabriela sposób tańczy ze swym kolegą. Onieśmielony i niepewny siebie Gabriel odchodzi do toalety, gdzie ma nieszczęście poznać ekscentryczną drag queen, Miss Coco Peru. Okazuje się, że Mark spędził z nią noc, gdy ta była jeszcze mężczyzną. Miss Coco Peru obgaduje Marka przed Gabrielem, zdradzając szczegóły swojej randki z nim oraz opisując go jako tyleż czarującego, co niebezpiecznego mężczyznę. Krytykując przystojnego striptizera, drag queen daje Gabrielowi do zrozumienia, że Mark wykorzysta jego niewinność i zrani go dotkliwie. Po cyklu pouczeń i niepokojących opowieści Miss Coco Peru Gabriel opuszcza klub.
Mark dogania Gabriela i oboje raz jeszcze zjawiają się w mieszkaniu drugiego. Tam szukają pozostawionych wcześniej kluczy do domu Marka oraz odbywają poważną rozmowę na temat słów Miss Coco Peru. W dialogu towarzyszy im Judy, kochanka Richa, psychoterapeutka amatorka, która topless stara się pomóc im w rozwiązaniu swych problemów. Na jaw wychodzi obłuda drag queen z modnego klubu, a Mark przybliża Gabrielowi szczegóły swojej randki z transseksualistą: podczas tejże obecna Miss Coco Peru nagrała cały akt seksualny z Markiem, a ten, dowiedziawszy się o tym, opuścił jej mieszkanie bez słowa, zabierając jedynie nagranie video. Choć Gabriel wierzy w historię Marka, nadal mu nie ufa. To powoduje, że zezłoszczony Mark wychodzi. Gdy Judy znajduje klucze Marka, Gabriel wybiega za nim. Spotyka go ponownie na stacji pobliskiego metra, gdzie, ku swemu zaskoczeniu, udaje mu się z nim pogodzić.
Konflikt bohaterów zostaje zażegnany, lecz ich frustracje seksualne − nie. Obydwaj odwiedzają jeden z okolicznych barów, lecz tam również nie mają szczęścia spędzić chwil na osobności; szybko dosiadają się do nich napotkani Katherine i jej przyjaciele-aktorzy. Rozmowa grupy zostaje zmonopolizowana przez Katherine i przeradza się w irytujący monolog. Zdenerwowany, a wręcz zdesperowany przebiegiem ostatnich godzin Gabriel daje upust własnym emocjom i krzyczy na przyjaciółkę. Upokorzona kobieta opuszcza bar. Gabriel wychodzi za nią i przeprasza ją. Katherine i jej znajomi zdają sobie sprawę, że Gabriel i Mark potrzebują indywidualności. Bohaterowie w końcu zostają sami.
Niebawem zaczyna świtać, a barwna randka Gabriela i Marka dobiega końca. Mark wręcza Gabrielowi swój numer telefonu, całuje go i odchodzi. Gabriel natychmiast przypomina sobie słowa poznanej w klubie drag queen i korzysta z najbliższej budki telefonicznej, by sprawdzić, czy podany numer jest prawidłowy. Uszczęśliwiony, dodzwania się do automatycznej sekretarki Marka. Historia kończy się happy endem, a Mark i Gabriel, poprzez nietypową, zaskakującą randkę, stawiają fundamenty swojego związku.

## Obsada
| - Christian Campbell jako Gabriel - John Paul Pitoc jako Mark Miranda - Tori Spelling jako Katherine Lambert, przyjaciółka Gabriela - Steve Hayes jako Perry, zmanierowany gej, piosenkarz - Clinton Leupp jako drag queen, Miss Coco Peru - Brad Beyer jako Rich, współlokator Gabriela - Lorri Bagley jako Judy, dziewczyna Richa, psychoterapeutka-amatorka - Lacey Kohl jako Genevieve, kochanka Richa - Abbey Hope jako biznesmenka, szefowa Gabriela - Becky Caldwell jako Yolanda - Kate Flannery jako niezadowolona recenzentka - Will Keenan jako chłopak w klubie - Ricky Ritzel jako odstręczający mężczyzna w klubie - Lissette Gutierrez jako antypatyczna kobieta w metrze - Bobby Peaco jako Lester Sinclair, pianista w klubie | - Missi Pyle jako aktorka obdarowywana kwiatami - Debie Troché jako aktorka, przyjaciółka Katherine - Jamie Gustis jako Dino, chłopak z tatuażem w klubie dyskotekowym - Scottie Epstein jako umięśniony chłopak w klubie dyskotekowym - Nat Dewolfe jako wesoły imprezowicz - Michele Brilliant jako Gwen Little Dyke, przyjaciółka Katherine - Eric Bernat jako znajomy Katherine z teatru - Kevin Chamberlin jako były partner Perry'ego - Kevin Andrew jako "Stoop Cruiser" - Joey Dedio jako ex-tancerz go-go w klubie - Helen Hanft jako kelnerka w barze - Rodney Folkerts jako chłopak na ulicy (niewymieniony w czołówce) - Camilla jako Trixie |

## Realizacja filmu
Film został wyprodukowany przez niezależne wytwórnie Roadside Attractions i Goods Machine. Powstał jako efekt współpracy filmowców i aktorów, którzy byli wcześniej mało znani lub nie byli znani wcale publiczności kinowej. Trick to debiut reżyserski Jima Falla i Jasona Schafera jako scenarzysty. W filmie zadebiutowali również aktorzy: John Paul Pitoc grywał wcześnie wyłącznie w nowojorskich teatrach, a Steve Hayes i Clinton Leupp (alias Miss Coco Peru) − na scenach kabaretowych. Tylko niewielkim wcześniejszym dorobkiem filmowym mogli pochwalić się Christian Campbell i Tori Spelling.
Budżet filmu wynosił zaledwie czterysta pięćdziesiąt tysięcy dolarów. Fabuła rozgrywa się w Nowym Jorku, między innymi przy Christopher Street (widoczne napisy nad wejściem do stacji metra), która jest kultowym miejscem dla amerykańskich gejów w związku z wydarzeniami Stonewall riots. Wszystkie sceny plenerowe nakręcono na Manhattanie – w "Don Hill" w dzielnicy Tribeca (klub disco), "Eighty Eight's" w dzielnicy Greenwich Village (piano-bar), "Twirl" przy 208 West 23rd Street w dzielnicy Chelsea (klub go-go). Szerokie ujęcie Christopher Street i Greenwich Village spina początek i koniec filmu.

## Wydanie filmu
Premiera filmu odbyła się 27 stycznia 1999 roku podczas Sundance Film Festival. Na przestrzeni kolejnych lat obraz zaprezentowano podczas innych festiwali filmowych:
- 1999: Stany Zjednoczone − Sundance Film Festival,
- 1999: Niemcy − Berlin International Film Festival,
- 1999: Stany Zjednoczone − Fort Worth Gay and Lesbian International Film Festival,
- 1999: Stany Zjednoczone − Miami Gay and Lesbian Film Festival,
- 1999: Stany Zjednoczone − L.A. Outfest,
- 1999: Islandia − Reykjavik Film Festival,
- 1999: Portugalia − Lisbon Gay and Lesbian Film Festival,
- 2000: Włochy − Venice Gay and Lesbian Film Festival,
- 2001: Finlandia − Helsinki International Film Festival,
- 2003: Czechy − Febio Film Festival.

23 lipca 1999 film spotkał się z dystrybucją kinową na terenie Stanów Zjednoczonych. Do końca 2001 projekt dystrybuowano także w kinach i na rynkach DVD/video dookoła świata, przede wszystkim na kontynencie europejskim. W pierwszy weekend wyświetlania Trick w USA zarobił on 118 594 dolarów, blisko w jednej czwartej zwracając twórcom koszty produkcji. Ogólne zyski z dystrybucji filmu w rodzimym kraju wyniosły 2 087 228 USD.

## Recenzje
Trick został przychylnie przyjęty przez krytykę. Zauważono, że "jeden z największych atutów filmu stanowi sposób, w jaki ukazany zostaje fakt zakochania się w sobie dwóch młodych mężczyzn: jako coś zwyczajnego i oczywistego (…)". "W tej przekornej i nieco zjadliwej panoramie nocnego Manhattanu na próżno szukać choćby śladu po traumie coming outu, gniewnych aluzji do homofobii czy AIDS." − pisał recenzenta magazynu Entertainment Weekly Film komplementowano jako "ożywczy, pogodny i zabawny", "słodki", "wdzięczny i prostolinijny", lecz przypisywano mu brak wygórowanych ambicji artystycznych. Chwalono grę drugoplanowych aktorów, między innymi nieoczekiwany talent komediowy Tori Spelling w postaci Katherine, przyjaciółki Gabriela. Zauważono i doceniono również epizod Lorri Bagley w zabawnej scenie, gdzie naga psychoanalityczka godzi skłóconych, niedoszłych kochanków.
Twórcy nie uniknęli niedociągnięć warsztatowych w scenariuszu i grze aktorskiej, ale film oceniany był całościowo bardzo pozytywnie za klimat, komiczną lekkość, wiarygodność zarysowania postaci głównych bohaterów i ich uczuć, oraz pogodną wymowę fabuły:

"Trick" poprawia samopoczucie obietnicą bliskości i ludzkiego ciepła w zimnym świecie.

Czy chcecie zobaczyć wiarygodną, rozczulającą, autentyczną scenę, w której jeden pocałunek mówi wszystko? Znajdziecie ją w "Tricku" – idealistycznej, choć wiarygodnej bajce o czymś, za czym wszyscy tęsknimy.

Sklasyfikowany na liście dziesięciu „najsłodszych” filmów o tematyce LGBTQ+ według portalu Queer.pl.

## Nagrody i wyróżnienia
- 1999, Berlin International Film Festival:
  - Nagroda Specjalna czytelników miesięcznika Siegessäule (nagrodzony Jim Fall)
- 1999, Sundance Film Festival:
  - nominacja do nagrody Grand Jury Prize w kategorii najlepszy film dramatyczny (Jim Fall)
- 1999, L.A. Outfest:
  - Nagroda Specjalnego Komitetu Programującego w kategorii najwybitniejszy nowy talent (Jim Fall)
- 2000, Satellite Awards:
  - nominacja do nagrody Golden Satellite w kategorii najlepsza aktorka drugoplanowa w filmie komediowym lub musicalu (Tori Spelling)

## Soundtrack
W filmie obok utworów stylizowanych na musicale z lat 40. pojawiają się piosenki w stylu taneczno-dyskotekowym. Premierze filmu towarzyszyło wydanie albumu z muzyką filmową, na którym do utworów z filmu dodano kilka bonusowych, utrzymanych w konwencji disco:
1. "Dream Weaver", wyk. Erin Hamilton, kompoz. Gary Wright,
2. "Unspeakable Joy", wyk. Kim English (utwór bonusowy),
3. "Brand New Lover", wyk. Bibiche, kompoz. Michael Momm, Jeremy Parzen, Alfred Hochstrasser,
4. "I Am Woman", wyk. Jessica Williams, kompoz. Helen Reddy, Ray Burton (Razor n'Guido Mix, utwór bonusowy),
5. "Something to Hold", wyk. Veronica (utwór bonusowy),
6. "Drama", wyk. Kim Cooper (utwór bonusowy),
7. "Maybe (Love'll Make Sense to Me)", wyk. Jeff Krassner, kompoz. Jeff Krassner, Shane Faber,
8. "Enter You", wyk. Tori Spelling i Christian Campbell, kompoz. Jason Schafer,
9. "Como te gusta mi pinga?", wyk. Steve Hayes, kompoz. Alan Chapman,
10. "I Am Woman", wyk. Jessica Williams (Dance Mix, utwór bonusowy),
11. "Trick of Fate" (wersja instrumentalna) / "Enter You" (utwór finałowy),
12. "Trick of Fate", wyk. Valerie Pinkston, kompoz. David Friedman.

Utwory wykorzystane w filmie, które nie znalazły się na albumie:
- "Take You on a Trip", kompoz. i wyk. Scott Nickoley, Jamie Dunlap,
- sonata fortepianowa op. 109 Ludwiga van Beethovena, aranż. i wyk. David Friedman,
- "Listen to My Heart", kompoz. i wyk. David Friedman,
- "My Simple Christmas Wish (Rich, Famous and Powerful)", kompoz. i wyk. David Friedman,
- "Somewhere Under London", kompoz. i wyk. The Candyskins.

Spośród wymienionych oryginalne filmowe utwory to piosenka "Enter You" w interpretacji Christiana Campbella i Tori Spelling, "Como te gusta mi pinga?" śpiewana przez Stevena Hayesa oraz "Listen to My Heart" wykonywane przez kompozytora Davida Friedmana.

## Informacje dodatkowe
- W oficjalnym serwisie internetowym filmu umieszczono żartobliwe charakterystyki głównych bohaterów i ich życiorysy stworzone poza scenariuszem. Perry ma tu swojsko brzmiące nazwisko: Zakrzewski.